# Adidas Fussballliebe
Adidas Fussballliebe fue el balón de fútbol oficial de la Eurocopa 2024. fue fabricado por la compañía alemana de equipamiento deportivo Adidas, y su nombre se origina debido a las palabras "Fussball" y "Liebe" que significa "amor al fútbol". fue una evolución del balón Adidas Al Rihla, balón utilizado en la Copa Mundial de Fútbol de 2022 celebrada en Qatar, torneo ganado por la Selección de Fútbol de Argentina.

## Diseño
Su diseño resalta triángulos negros de estilo, que atraviesan el esférico, simbolizando la evanescencia de los límites y el cruce de fronteras como reflejo del nuevo formato transcontinental de la competición. Estas figuras están intercaladas con destellos de colores claros y brillantes, representando la diversidad del torneo y el encuentro de diferentes culturas.
| Predecesor: Adidas Uniforia | Balón oficial de la Eurocopa Adidas Fussballiebe 2024 | Sucesor: 2028 |

- Datos: Q123479165